# Best of Best 27
『Best of Best 27』（ベスト・オブ・ベスト 27）は、松田聖子の生産限定2枚組ベスト・アルバム（通常盤は『Best of Best 13』）。2004年4月14日発売。発売元はSony Records。

## 解説
1980年の歌手デビューから25周年を迎えるにあたって企画された、リクエスト形式のベスト・アルバム。
応募形式は、インターネット投票、官製はがきによる投票（リクエストを開始した当時、新聞広告が掲載された）、リクエスト対象楽曲のリスト掲載チラシ（CDショップや、コンサート会場の客席に置かれた）の切り取り型はがきによる投票など。
応募総数約1万5千通のリクエストを元に、2パターンのベスト盤が制作された。当作品『Best of Best 27』は、シングル曲を含めた、松田聖子の全楽曲（企画ベスト収録曲など、一部除く。詳細は『Another Side of Seiko 27#解説』を参照）を対象に、上位27曲を2枚組のCDにわけて収録。
2枚組初回限定生産盤以外に、上位13曲を収録したDisc.1のみの通常盤（『Best of Best 13』）がある。なお、発売前の店頭チラシでは『Best of Best 14』となっていた。「Pearl-White Eve」が2枚目にずれ込んだ形になる。
初回盤は三方背・二面デジブック仕様。1980年代のシングルジャケットのポストカードを21枚封入。CDジャケットは、2枚組ベスト・アルバム『Bible II』（1994年12月1日）のジャケット別カットを細工したもの。通常盤のジャケットはイニシャルのロゴのみ。『Another Side 〜』と色彩違い。各曲に対する松田本人コメント付き。
リクエストしてくれたファンへの感謝を込めて（松田本人談）、第1位に輝いた「あなたに逢いたくて 〜Missing You〜」のリテイク「あなたに逢いたくて2004」を通常盤、初回限定盤にそれぞれ収録。この2004バージョンのミュージック・ビデオが、同年発売のオリジナル・アルバム『Sunshine』（2004年6月9日）の初回限定盤DVDに収録。
2006年7月19日に発売された、74枚組CD BOX『Seiko Matsuda』に、デジタル・リマスタリング仕様、かつLPサイズジャケットにリニューアルされて同梱された。リマスター盤の個別販売はない。なお、ポストカード等のスペシャル・アイテムは未封入。
同日、1980年代にレコードで発売されたシングル盤が特別限定ジャケットCDで復刻された。

## 収録曲
全作詞:松本隆（特記以外）

### Disc 1
1. あなたに逢いたくて〜Missing You〜　（5:31）
  - 作詞:Seiko Matsuda
  - 作曲:Seiko Matsuda・Ryo Ogura　編曲:Yuji Toriyama
  - 40thシングル
2. 赤いスイートピー　（3:37）
  - 作曲:呉田軽穂　編曲:松任谷正隆
  - 8thシングル
3. 大切なあなた　（4:21）
  - 作詞:Seiko Matsuda
  - 作曲:Seiko Matsuda・Ryo Ogura　編曲:Yuji Toriyama
  - 34thシングル
4. 夏の扉　（3:29）
  - 作詞:三浦徳子　作曲:財津和夫　編曲:大村雅朗
  - 5thシングル
5. 瞳はダイアモンド　（4:15）
  - 作曲:呉田軽穂　編曲:松任谷正隆
  - 15thシングル
6. SWEET MEMORIES　（4:34）
  - 作曲・編曲:大村雅朗
  - 14thシングル
7. 天使のウィンク　（3:59）
  - 作詞・作曲:尾崎亜美　編曲:大村雅朗
  - 20thシングル
8. 20th Party　（4:53）
  - 作詞:Seiko Matsuda
  - 作曲:Seiko Matsuda・Ryo Ogura　編曲:Yuji Toriyama
  - 50thシングル
9. チェリーブラッサム　（3:20）
  - 作詞:三浦徳子　作曲:財津和夫　編曲:大村雅朗
  - 4thシングル
10. 輝いた季節へ旅立とう　（4:50）
  - 作詞:Meg.C
  - 作曲:Seiko Matsuda・Ryo Ogura　編曲:Yuji Toriyama
  - 38thシングル
11. 天国のキッス　（3:54）
  - 作曲・編曲:細野晴臣
  - 13thシングル
12. 時間の国のアリス　（4:41）
  - 作曲:呉田軽穂　編曲:松任谷正隆
  - 17thシングル
13. 青い珊瑚礁　（3:38）
  - 作詞:三浦徳子　作曲:小田裕一郎　編曲:大村雅朗
  - 2ndシングル
14. あなたに逢いたくて2004　（5:42）
  - ヴォーカルと編曲がリニューアルされた。
  - 演奏はロイヤル・フィルハーモニック・オーケストラ。

### Disc 2
1. Pearl-White Eve　（4:47）
  - 作曲:大江千里　編曲:井上鑑
  - 24thシングル
2. Rock'n Rouge　（4:13）
  - 作曲:呉田軽穂　編曲:松任谷正隆
  - 16thシングル
3. ガラスの林檎　（3:56）
  - 作曲:細野晴臣　編曲:細野晴臣・大村雅朗
  - 14thシングル
4. Strawberry Time　（3:57）
  - 作曲:土橋安騎夫　編曲:大村雅朗
  - 23rdシングル
5. 白いパラソル　（3:29）
  - 作曲:財津和夫　編曲:大村雅朗
  - 6thシングル
6. 渚のバルコニー　（3:41）
  - 作曲:呉田軽穂　編曲:松任谷正隆
  - 9thシングル
7. ハートのイアリング　（4:04）
  - 作曲:Holland Rose　編曲:大村雅朗
  - 19thシングル
8. 瑠璃色の地球　（4:24）
  - 作曲:平井夏美　編曲:武部聡志
  - 13thアルバム『SUPREME』収録曲
9. ボーイの季節　（4:33）
  - 作詞・作曲:尾崎亜美　編曲:大村雅朗
  - 21stシングル
10. 制服　（3:32）
  - 作曲:呉田軽穂　編曲:松任谷正隆
  - 8thシングルB面
11. 哀しみのボート　（4:19）
  - 作曲:大久保薫　編曲:岡本更輝
  - 49thシングル
12. 私だけの天使〜Angel〜　（5:46）
  - 作詞:Seiko Matsuda
  - 作曲:Seiko Matsuda・Ryo Ogura　編曲:Yuji Toriyama
  - 45thシングル
13. 素敵な明日　（4:51）
  - 作詞:Seiko Matsuda　作曲:Ryo Ogura　編曲:Yuji Toriyama
  - 57thシングル
14. 秘密の花園　（3:29）
  - 作曲:呉田軽穂　編曲:松任谷正隆
  - 12thシングル

### Best of Best 13
1. あなたに逢いたくて〜Missing You〜　（5:31）
2. 赤いスイートピー　（3:37）
3. 大切なあなた　（4:21）
4. 夏の扉　（3:29）
5. 瞳はダイアモンド　（4:15）
6. SWEET MEMORIES　（4:34）
7. 天使のウィンク　（3:59）
8. 20th Party　（4:53）
9. チェリーブラッサム　（3:20）
10. 輝いた季節へ旅立とう　（4:50）
11. 天国のキッス　（3:54）
12. 時間の国のアリス　（4:41）
13. 青い珊瑚礁　（3:38）
14. あなたに逢いたくて2004　（5:42）